# Искусственные фамилии
Искусственные фамилии, по определению Унбегауна — фамилии, которые были придуманы искусственно, а не сложились в ходе естественного исторического процесса (в котором наследственные фамилии постепенно возникали на основе личных имён или прозвищ).
Среди русских фамилий искусственного происхождения выделяется несколько групп:
- Фамилии, дававшиеся в среде русского православного духовенства (см. Семинаристские фамилии).
- Фамилии, дававшиеся незаконнорождённым детям или найдёнышам (см. Фамилии внебрачных детей).
- Фамилии, придуманные в качестве авторских и творческих псевдонимов (к примеру, Горький, Бедный, Новиков-Прибой, Утёсов и др.). Нередко подобные фамилии также наследовались потомками (к примеру, Чуковский, Гайдар, Аллегров).
- Фамилии, возникшие от подпольных псевдонимов (к примеру, Ленин, Сталин, Киров и др.).
- Фамилии, придуманные писателями для литературных героев (к примеру, Угрюм-Бурчеев, Сквозник-Дмухановский, Коровьев и др.). Такие фамилии нередко являются «говорящими», то есть по смысловым ассоциациям или по звучанию соотносятся с характеристикой данного персонажа (к примеру, Фамусов, Молчалин, Пришибеев).
- Особые случаи; в частности:
  - Пожалованные фамилии (к примеру, царскому кучеру вместе с дворянством была пожалована фамилия Вожжинский, крестник Петра I получил фамилию Ганнибал).
  - Почётные приставки к фамилиям (к примеру, Потёмкин-Таврический, Орлов-Чесменский, Суворов-Рымникский, Шервуд-Верный; см. Почётные прозвания в России).

Среди еврейских фамилий особая группа — еврейские фамилии-аббревиатуры.